# Go-Fukakusa
Cesarz Go-Fukakusa (jap. 後深草天皇 Go-Fukakusa tennō; ur. 28 czerwca 1243 – zm. 17 sierpnia 1304) – 89. cesarz Japonii, według tradycyjnego porządku dziedziczenia.
Przed wstąpieniem na tron nosił imię książę Hisahito (jap. 久仁親王 Hisahito-shinnō).
Go-Fukakusa panował w latach 1246-1260.
Mauzoleum cesarza Go-Fukakusa znajduje się w Kioto. Nazywa się ono Fukakusa no kita no misasagi.